# Brachycaudus linariae
Brachycaudus linariae är en insektsart som beskrevs av Stroyan 1950. Brachycaudus linariae ingår i släktet Brachycaudus och familjen långrörsbladlöss. Arten är reproducerande i Sverige. Inga underarter finns listade i Catalogue of Life.